# Kadaye
Kadaye (ou Kadeï) est une localité du Cameroun située dans le département du Mayo-Kani et la Région de l'Extrême-Nord. Elle fait partie de la commune de Moulvoudaye. 

## Population
En 1976, Kadaye Garre (ou Kadei Garre) comptait 155 habitants, dont 140 Peuls et 15 Mousgoum. 
Lors du recensement de 2005, 1 752 personnes y ont été dénombrées.
En 2013, la population est estimée à 2 432 habitants.